# Canton d'Arize-Lèze
Le canton d'Arize-Lèze est une circonscription électorale française du département de l'Ariège, créée par le décret du 18 février 2014 et entrée en vigueur lors des élections départementales de 2015.

## Histoire
Un nouveau découpage territorial de l'Ariège entre en vigueur en mars 2015, défini par le décret du 18 février 2014, en application des lois du 17 mai 2013 (loi organique 2013-402 et loi 2013-403). Les conseillers départementaux sont, à compter de ces élections, élus au scrutin majoritaire binominal mixte. Les électeurs de chaque canton élisent au Conseil départemental, nouvelle appellation du Conseil général, deux membres de sexe différent, qui se présentent en binôme de candidats. Les conseillers départementaux sont élus pour 6 ans au scrutin binominal majoritaire à deux tours, l'accès au second tour nécessitant 12,5 % des inscrits au 1er tour. En outre la totalité des conseillers départementaux est renouvelée. Ce nouveau mode de scrutin nécessite un redécoupage des cantons dont le nombre est divisé par deux avec arrondi à l'unité impaire supérieure si ce nombre n'est pas entier impair, assorti de conditions de seuils minimaux. En Ariège, le nombre de cantons passe ainsi de 22 à 13. Le canton d'Arize-Lèze fait partie des 12 nouveaux cantons du département, le canton de Mirepoix gardant la même dénomination, mais avec des limites territoriales différentes.

## Représentation
| Période élective | Période élective | Mandat | Mandat   | Identité           | Nuance | Nuance | Qualité |
| ---------------- | ---------------- | ------ | -------- | ------------------ | ------ | ------ | --- |
| 2015             | 2021             | 2015   | 2021     | Raymond Berdou     |        | PS     | Professeur des écoles Ancien conseiller général du Canton du Mas-d'Azil Maire du Mas-d'Azil Président de la Communauté de communes de l'Arize 6ème Vice-Président du Conseil départemental |
| 2015             | 2021             | 2015   | 2021     | Lydia Blandinières |        | PS     | retraitée de l’Institut médico-éducatif de Lézat-sur-Lèze Adjointe au Maire de Lézat-sur-Lèze                                                                                              |
| 2021             | 2028             | 2021   | en cours | Raymond Berdou     |        | PS     | Maire du Mas-d'Azil, 5ème Vice-Président du conseil départemental, (Culture, Jeunesse, Sports et citoyenneté)                                                                              |
| 2021             | 2028             | 2021   | en cours | Muriel Freyche     |        | PS     | Militante associative |

### Résultats détaillés

#### Élections de mars 2015
Lors des élections départementales de 2015, le binôme composé de Raymond Berdou et Lydia Blandinieres (PS) est élu au 1er tour avec 62,34 % des suffrages exprimés, devant le binôme composé de Jérôme Brosseron et Josée Souque (DVG) (37,66 %). Le taux de participation est de 55,73 % (4 579 votants sur 8 217 inscrits) contre 55,65 % au niveau départementalet 50,17 % au niveau national.

#### Élections de juin 2021
Le premier tour des élections départementales de 2021 est marqué par un très faible taux de participation (33,26 % au niveau national). Dans le canton d'Arize-Lèze, ce taux de participation est de 45,78 % (3 800 votants sur 8 301 inscrits) contre 42,44 % au niveau départemental. À l'issue de ce premier tour, deux binômes sont en ballottage : Raymond Berdou et Muriel Freyche (PS, 40,39 %) et Stéphane Buffa et Marie Carrere (DVC, 26 %).
Le second tour des élections est marqué une nouvelle fois par une abstention massive équivalente au premier tour. Les taux de participation sont de 34,3 % au niveau national, 43,46 % dans le département et 45,45 % dans le canton d'Arize-Lèze. Raymond Berdou et Muriel Freyche (PS) sont élus avec 57,84 % des suffrages exprimés (1 914 voix pour 3 774 votants et 8 303 inscrits),,.

## Composition
Le canton d'Arize-Lèze comprenait 27 communes entières à sa création.
| Nom                                    | Code Insee | Intercommunalité | Superficie (km2) | Population (dernière pop. légale) | Densité (hab./km2) | Modifier                                    |
| -------------------------------------- | ---------- | ---------------- | ---------------- | --------------------------------- | ------------------ | ------------------------------------------- |
| Lézat-sur-Lèze (bureau centralisateur) | 09167      | CC Arize Lèze    | 40,13            | 2 341 (2022)                      | 58                 | modifier les données · modifier les données |
| Artigat                                | 09019      | CC Arize Lèze    | 23,90            | 555 (2022)                        | 23                 | modifier les données · modifier les données |
| La Bastide-de-Besplas                  | 09038      | CC Arize Lèze    | 10,22            | 373 (2022)                        | 36                 | modifier les données · modifier les données |
| Les Bordes-sur-Arize                   | 09061      | CC Arize Lèze    | 12,68            | 472 (2022)                        | 37                 | modifier les données · modifier les données |
| Camarade                               | 09073      | CC Arize Lèze    | 27,68            | 209 (2022)                        | 7,6                | modifier les données · modifier les données |
| Campagne-sur-Arize                     | 09075      | CC Arize Lèze    | 13,34            | 286 (2022)                        | 21                 | modifier les données · modifier les données |
| Carla-Bayle                            | 09079      | CC Arize Lèze    | 35,52            | 792 (2022)                        | 22                 | modifier les données · modifier les données |
| Castéras                               | 09083      | CC Arize Lèze    | 1,84             | 22 (2022)                         | 12                 | modifier les données · modifier les données |
| Castex                                 | 09084      | CC Arize Lèze    | 7,03             | 95 (2022)                         | 14                 | modifier les données · modifier les données |
| Daumazan-sur-Arize                     | 09105      | CC Arize Lèze    | 13,78            | 804 (2022)                        | 58                 | modifier les données · modifier les données |
| Durfort                                | 09109      | CC Arize Lèze    | 10,98            | 185 (2022)                        | 17                 | modifier les données · modifier les données |
| Fornex                                 | 09123      | CC Arize Lèze    | 9,62             | 107 (2022)                        | 11                 | modifier les données · modifier les données |
| Le Fossat                              | 09124      | CC Arize Lèze    | 14,41            | 1 061 (2022)                      | 74                 | modifier les données · modifier les données |
| Gabre                                  | 09127      | CC Arize Lèze    | 13,36            | 124 (2022)                        | 9,3                | modifier les données · modifier les données |
| Lanoux                                 | 09151      | CC Arize Lèze    | 3,75             | 62 (2022)                         | 17                 | modifier les données · modifier les données |
| Loubaut                                | 09172      | CC Arize Lèze    | 2,39             | 28 (2022)                         | 12                 | modifier les données · modifier les données |
| Le Mas-d'Azil                          | 09181      | CC Arize Lèze    | 39,36            | 1 236 (2022)                      | 31                 | modifier les données · modifier les données |
| Méras                                  | 09186      | CC Arize Lèze    | 3,69             | 97 (2022)                         | 26                 | modifier les données · modifier les données |
| Monesple                               | 09195      | CC Arize Lèze    | 6,09             | 26 (2022)                         | 4,3                | modifier les données · modifier les données |
| Montfa                                 | 09205      | CC Arize Lèze    | 8,54             | 94 (2022)                         | 11                 | modifier les données · modifier les données |
| Pailhès                                | 09224      | CC Arize Lèze    | 21,52            | 511 (2022)                        | 24                 | modifier les données · modifier les données |
| Sabarat                                | 09253      | CC Arize Lèze    | 9,50             | 377 (2022)                        | 40                 | modifier les données · modifier les données |
| Saint-Ybars                            | 09277      | CC Arize Lèze    | 24,31            | 670 (2022)                        | 28                 | modifier les données · modifier les données |
| Sainte-Suzanne                         | 09342      | CC Arize Lèze    | 10,39            | 249 (2022)                        | 24                 | modifier les données · modifier les données |
| Sieuras                                | 09294      | CC Arize Lèze    | 7,63             | 94 (2022)                         | 12                 | modifier les données · modifier les données |
| Thouars-sur-Arize                      | 09310      | CC Arize Lèze    | 2,34             | 40 (2022)                         | 17                 | modifier les données · modifier les données |
| Villeneuve-du-Latou                    | 09338      | CC Arize Lèze    | 6,52             | 154 (2022)                        | 24                 | modifier les données · modifier les données |
| Canton d'Arize-Lèze                    | 0902       |                  | 380,52           | 11 064 (2022)                     | 29                 | modifier les données                        |

## Démographie
En 2022, le canton comptait 11 064 habitants, en évolution de +3,09 % par rapport à 2016 (Ariège : +1,48 %, France hors Mayotte : +2,11 %).
| 2013   | 2018   | 2022   |
| ------ | ------ | ------ |
| 10 728 | 10 850 | 11 064 |